# 기울여 풀어쓰기
기울여 풀어쓰기는 김정수 교수가 1987년에 제안한 한글 풀어쓰기의 한 방법이다. 한글의 각 자모를 왼쪽으로 45도 기울여 씀으로써 눈으로 볼 때 모아쓴 효과가 나도록 만들었다.
한/글의 초기 버전에서 기울여 풀어쓰기를 지원하였다.
다음은 김정수 교수의 기울여 풀어쓰기용 한글 글꼴인 neohpen2.ttf를 설치하고 몇 개의 문장과 팬그램을 쓴 결과이다. 이 글꼴은 이곳에서 구할 수 있다.

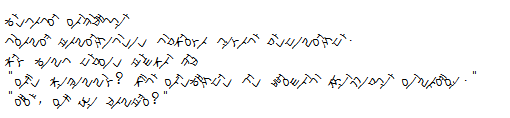
한국어 위키백과
기울여 풀어쓰기는 김정수 교수가 만들었다.
첫 흙 담은 팥쥐 컵
"웬 초콜릿? 제가 원했던 건 뻥튀기 쬐끔과 의류예요."
"얘야, 왜 또 불평?"

한글 풀어쓰기는 음가가 없는 초성의 ㅇ을 사용하지 않고 앞 글자의 받침을 이어 쓰지만, 기울여 풀어쓰기는 글자를 45도 기울이는 것만으로 모아쓰기 효과가 나타나도록 하는 것이므로 한글의 자모를 따로 한 글자씩 쓰는 풀어쓰기와는 다르다. 

## 기울조합
기울조합은 기울여 풀어쓰기와 비슷한 것인데,
자음이 두 종류가 있다는 것이 다른 점이다.
바로 윗자음, 밑자음이다.
윗자음/밑자음은 자음의 위치가 똑같으면 읽기가 힘들기 때문에 만들어졌다.
또, 기울 반조합도 있다.

## 장점과 단점
기울여 풀어쓰기는 우선 폰트가 많이 필요하지 않다는 장점이 있다.
하지만, 가독성이 좋지 않아 많이 쓰이지 않고 있다.

## 쓰임새
기울여 풀어쓰기는 아마추어 한글화를 할 때 쓰이고 있다.

## 같이 보기
- 직결식 한글 입력